# Dejan Savićević
Dejan Savićević (serbi ciríl·lic: Дејан Савићевић) (15 de setembre, 1966 a Titograd, Montenegro, Iugoslàvia) fou un futbolista montenegrí, entrenador i actual president de l'Associació de Futbol de Montenegro.
Fou un dels futbolistes més destacats dels anys 90. Destacà al Budućnost i a l'Estrella Roja de Belgrad, fitxant el 1992 per l'AC Milan. Al club rossoneri es proclamà campió de la Lliga de Campions l'any 1994, títol que ja havia guanyat amb l'Estrella Roja el 1991.
Després de la seva retirada al Rapid de Viena el maig del 2001, fou nomenat seleccionador de la selecció de Sèrbia i Montenegro on romangué fins al 2003. L'estiu del 2004, amb 37 anys, es convertí en president de l'Associació de Futbol de Montenegro.

## Palmarès
- Pilota d'or: 2n el 1991
- Lliga de Campions: 1991 i 1994
- Copa Intercontinental: 1991
- Supercopa d'Europa de futbol: 1994
- Lliga iugoslava de futbol: 1990, 1991 i 1992
- Copa iugoslava de futbol: 1990 i 1992
- Lliga italiana de futbol: 1993, 1994 i 1996
- Supercopa italiana de futbol: 1993, 1994 i 1996
- 2 participacions en la fase final de la Copa del Món de Futbol: 1990 i 1998